# John Vernon
John Keith Vernon, właściwie Adolphus Raymondus Vernon Agopsowicz (ur. 24 lutego 1932 w Zehner, zm. 1 lutego 2005 w Westwood) – kanadyjski aktor i producent filmowy, teatralny i telewizyjny polskiego, niemieckiego i ormiańskiego pochodzenia.

## Życiorys

### Wczesne lata
Urodził się w rodzinie rzymskokatolickiej jako syn imigranta Adolfa Antona Agopsowicza (1899–1946) i Eleanory Kriekel Agopsowicz (1898–1976).
Uczył się w Montrealu z takimi brytyjskimi aktorami jak Peter O’Toole, Albert Finney czy Alan Bates. Zdobył stypendium i studiował w Royal Academy of Dramatic Art w Londynie. W czasie swojego pobytu w Londynie zdobył doświadczenie w teatrze amatorskim.

### Kariera
W latach 50. pracował na scenie, telewizji i filmach fabularnych kanadyjskich, w tym w jednym z odcinków serialu CBC Festival – A Cheap Bunch of Nice Flowers (1965) z Colleen Dewhurst i Wujaszek Wania (Uncle Vanya). Po raz pierwszy trafił na Broadway w sztuce Petera Shaffera Królewskie polowanie na słońce.
W serialu Wojeck (1966–1968) grał heroicznego kanadyjskiego koronera dr-a Steve’a Wojecka. Użyczył głosu postaci Wielkiego Brata w dramacie fantastycznonaukowym Michaela Andersona 1984 (1956). Był często obsadzony w rolach złoczyńców w takich filmach jak Zbieg z Alcatraz (Point Blank, 1967) Johna Boormana z Lee Marvinem i Angie Dickinson, Topaz (1969) Alfreda Hitchcocka, Brudny Harry (Dirty Harry, 1971) Dona Siegela w roli burmistrza San Francisco, western Wyjęty spod prawa Josey Wales (Outlaw Josey Wales, 1976) Clinta Eastwooda (1976) i komedii Menażeria (National Lampoon’s Animal House, 1978) jako humorysta Dean Wormer.

### Życie prywatne
Był żonaty z Nancy West, z którą miał dwie córki: Kate Vernon (21 kwietnia 1961), aktorki powszechnie znanej jako Whitney Thomas z serialu NBC Nash Bridges (1996–1997), i Nancy Claire „Nan” Vernon (ur. 7 października 1967), która została piosenkarką muzyki ludowej, oraz syna Chrisa Vernona.
Zmarł 1 lutego 2005 roku w Westwood w Los Angeles, w wieku 72 lat, mając powikłania po operacji serca.

## Filmografia

### Filmy fabularne
- 1956: 1984 jako Wielki Brat (głos)
- 1967: Zbieg z Alcatraz (Point Blank) jako Mal Reese
- 1969: Justine jako Nessim
- 1969: Był tu Willie Boy (Tell Them Willie Boy Is Here) jako George Hacker
- 1969: Topaz jako Rico Parra
- 1971: Brudny Harry (Dirty Harry) jako burmistrz San Francisco
- 1973: Charley Varrick jako Maynard Boyle
- 1974: Wiatraki śmierci (The Black Windmill) jako McKee
- 1974: Słodki film (Sweet Movie) jako pan Kapital
- 1974: W jako Arnie Felson
- 1975: Brannigan jako Larkin
- 1976: Wyjęty spod prawa Josey Wales (Outlaw Josey Wales) jako Fletcher
- 1977: Szczególny dzień (Una Giornata Particolare) jako Emanuele, mąż Antonietty
- 1978: Angela jako Ben Kincaid
- 1978: Menażeria (National Lampoon’s Animal House) jako Dean Vernon Wormer
- 1980: Garbie jedzie do Rio jako Prindle
- 1981: Heavy Metal jako prokurator (głos)
- 1982: Spokojnie, to tylko awaria (Airplane II: The Sequel) jako dr Stone
- 1983: Odsłony (Curtains) jako Jonathan Stryker
- 1988: Mordercze klowny z kosmosu (Killer Klowns from Outer Space) jako Curtis Mooney
- 2002: Fajna z niego babka (Sorority Boys) jako starszy mężczyzna
- 2008: Delgo jako sędzia Nohrin (głos)

### Seriale TV
- 1968: Bonanza jako mieszkaniec
- 1974: Kung Fu jako Forbes
- 1974: Sierżant Anderson jako David Cory
- 1975: Gunsmoke jako Oliver Harker
- 1975: Kung Fu jako generał Cantrell
- 1983: Drużyna A jako Ted Jarrett
- 1985: Napisała: Morderstwo jako Henry Hayward
- 1985: MacGyver jako Dave Ryerson
- 1984: Nieustraszony (Knight Rider) jako Cameron Zachary
- 1986: Nieustraszony (Knight Rider) jako Claude Watkins
- 1987: Strach na wróble i pani King (Scarecrow and Mrs. King) jako Jordan
- 1987: Alfred Hitchcock przedstawia jako pan Brenner
- 1992: Opowieści z krypty jako pan Chalmers
- 1993–1994: Brygada Acapulco jako pan Smith
- 1994–1998: Spider-Man jako doktor Strange (głos)
- 1995: Strażnik Teksasu jako Clint Murdock / Max Slater
- 1996–1997: Incredible Hulk jako generał Ross (głos)